# Shamshir
Shamshir (Lingua persiana شمشیر), anche Shamsheer o Chimchir, è la scimitarra persiana, sviluppata nell'XI secolo dai turchi selgiuchidi partendo dal modello del kilij, la scimitarra turca "classica". La parola significa, in lingua persiana, sia "spada" che "curvo come l'artiglio del leone". La caratteristica tipica di quest'arma è la pronunciata curvatura della lama, dai 5 ai 15 gradi da un'estremità all'altra, e, rispetto al kilij, la mancanza di un contro-taglio.
Anticamente, la parola shamshir indicava la spada sasanide in uso ai cavalieri catafratti dell'Impero sasanide.

## Storia
La shamshir venne sviluppata in Persia a partire dall'archetipica scimitarra sviluppata dai turco-mongoli a partire dal III secolo. La presenza di mercenari turchi nelle terre del vecchio impero sasanide (fond. la regione Khorasan) cominciò nel VI-VII secolo, aumentando sistematicamente sino al X-XI secolo, quando l'ingerenza sulla Persia, ormai integrata in pieno nel califfato abbaside, di popolazioni di razza mongoloide (mongolo-tartari oltre che turchi) divenne preponderante. Data di nascita ufficiale della shamshir fu la fondazione dell'Impero selgiuchide, la prima stabile compagine statale turca nella storia del Medio Oriente.
Il vocabolo di lingua farsi shamshir (šmšyl in lingua pahlavi) indicava inizialmente la spada a lama diritta della cavalleria pesante sasanide (i catafratti) e le spade a lama ricurva erano dette qalachuri. In epoca selgiuchide però il vocabolo shamshir passò ad indicare l'arma d'elezione della cavalleria persiana, ormai composta da truppe selgiuchidi. Involontario fautore di questa traslitterazione fu lo storico musulmano Ferdowsi che scrivendo di spade (shamshir) per un uditorio di cavalieri ormai armati di scimitarra li spinse ad utilizzare proprio quella parola per indicare la loro arma manesca preferita.
A partire dal XV secolo, la shamshir iniziò a diffondersi anche tra le file dell'esercito dell'Impero ottomano, la nuova compagine statale turca formatasi in Anatolia concomitantemente al sistematico collasso dell'Impero bizantino. Arma ormai diversa dal kilij turcomanno, rimasto più o meno invariato, la shamshir (çimçir in lingua turca) restò in uso agli ottomani durante tutto l'impero.

## Costruzione
La caratteristica peculiare della shamshir che la differenzia dall'archetipo della scimitarra vera e propria è la totale assenza del contro-taglio (lo yelman del kilij). La lama è in assoluto la più ricurva della tipologia "Scimitarra" (curvatura di 5-15 gradi da un'estremità all'altra) ma, come nella spada a lama diritta, tende a restringersi sistematicamente verso la punta. Si tratta sempre di manufatti in buon acciaio Damasco, spesso decorati a koftgari sul forte o per tutta l'estensione della lama.
L'impugnatura della shamshir, come nella scimitarra turca standard, è a "manico di pistola", con guardia a crociera spesso scudata.
Quando la lama della shamshir è decorata con incisioni di scene di caccia si parla di Shamshir Shikargar (persiano شمشیر شکارگر shamshir-e shekaargar), letteralmente "spada da caccia" seppur non si tratti di un'arma bianca manesca d'uso venatorio in senso occidentale.

### Fonti
- Ferdowsi, Shahnameh, XI secolo, ed. it. in Il libro dei re: poema epico, recato dal persiano in versi italiani da Italo Pizzi, Torino, V. Bona, 1888.

### Studi
- (EN) Richard Francis Burton, The Book of the Sword, Londra, Chatto & Windus, 1884.
- Çoruhlu, Yaşar (2007), Erken devir Türk sanatı: iç Asya'da Türk sanatının doğuşu ve gelişimi, Kabalci Yayinevi.
- Elgood, Robert (1994), The arms and armour of Arabia in the 18th-19th and 20th centuries, Scolar Press, ISBN 978-0-85967-972-5.
- Evangelista, Nick (1995) [e] Gaugler, William M., The encyclopedia of the sword, Greenwood Publications, ISBN 978-0-313-27896-9.
- Haider, Syed Zafar (1991), Islamic arms and armour of Muslim India, ISBN 978-969-8123-00-0.
- Ögel, Bahaeddin (1948), Türk Kılıcının Menşe ve Tekamülü Hakkında, Dergisi.
- Stone, George Cameron (1999) e La Rocca, Donald J., A Glossary of the Construction, Decoration and Use of Arms and Armor: in All Countries and in All Times, Dover, ISBN 978-0-486-40726-5 .